# Albești (Botoșani)
Albeşti é uma comuna romena localizada no distrito de Botoşani, na região de Moldávia . A comuna possui uma área de 97.56 km² e sua população era de 6871 habitantes segundo o censo de 2007.